# Glória de Dourados
Glória de Dourados est une municipalité brésilienne de l'État de Mato Grosso do Sul et la Microrégion d'Iguatemi.